# Baigneuse (Miró)
Pour les articles homonymes, voir Baigneuse.
Baigneuse est un tableau réalisé par le peintre espagnol Joan Miró à l'automne 1924 à Mont-roig del Camp. Cette huile sur toile laisse suggérer une femme aux cheveux blonds se baignant sous un croissant de lune. Elle est conservée au musée national d'Art moderne, à Paris.

## Expositions
- La Lune. Du voyage réel aux voyages imaginaires, Grand Palais, Paris, 2019 — no 165.